# Andrés Avelino Cáceres
Andrés Avelino Cáceres Dorregaray (født 4. februar 1833, død 10. oktober 1923) var Perus præsident i 1883-85, 1886-90 og 1894-95.
Han var en af Perus militære ledere under Salpeterkrigen. Efter krigen styrte Cáceres præsident Miguel Iglesias i en borgerkrig og blev præsident i et valg hvor han var den eneste kandidat.
Han blev genvalgt i 1894 men måtte gå i eksil i 1895 efter et oprør. 